# Patrick Depailler
Patrick André Eugène Joseph Depailler ( Clermont-Ferrand, Francuska, 9. kolovoza 1944. – Hockenheim, Njemačka, 1. kolovoza 1980. ) bio je francuski vozač automobilističkih utrka.  U Formuli 1 se natjecao 1972. i od 1974. do 1980. Najbolji rezultat su mu pobjede na VN Monaka 1978. u Tyrrellu i VN Španjolske 1979. u Ligieru. Naslov prvaka u Formuli 2 je osvojio 1974. Na utrci 24 sata Le Mansa je nastupio 8 puta. Utrku je zajedno s Guyom Ligierom završio samo 1971., ali s obzirom na zaostatak od 127 krugova za pobjednikom, nije bio klasificiran. Uoči VN Njemačke 1980., testirao je svoj Alfa Romeo. U jednom trenutku ovjes na njegovom bolidu je puknuo, a bolid je odletio preko ograde, zbog čega je Depailler zadobio ozlijede glave od kojih je preminuo.  